# 反对派平台—为了生活
反對派平台－為了生活（羅馬化：Opozytsiina platforma — Za zhyttia，羅馬化：Oppozitsionnaya platforma — Za zhizn，縮寫：ОПЗЖ / OPZZh）是烏克蘭曾經存在的一個親俄和歐洲懷疑主義政黨，成立於2018年12月，並於2022年9月正式被取締。
該黨繼承自政黨「為了生活」（За життя），其前身是1999年至2016年的全烏克蘭聯盟「中心」，於1999年12月註冊。在2019年烏克蘭議會選舉中，該黨贏得了37個席位和6個選區席位。它由其前身「為了生活」以及反對派集團、烏克蘭 - 前進！、烏克蘭發展黨和烏克蘭的選擇的成員組成。它曾是乌克兰最高拉达中最大的親俄政黨，也是最高拉达中的第二大政黨。
儘管被外界描述為親俄，但該黨在2022年3月8日亦公開譴責俄羅斯對烏克蘭的侵略。3月20日，由於乌克兰国家安全与国防事务委员会指控該黨與俄羅斯有聯繫，烏克蘭政府下令在戒嚴期間暫停反對派平台－為了生活、反對派集團、沙里黨、納什黨、左翼反對派、左翼力量聯盟、國家黨、烏克蘭進步社會黨、烏克蘭社會黨、社會主義者、弗拉基米尔·萨尔多集团等11個親俄政黨的活動。
2022年6月20日，法院裁定反对派平台－为了生活為非法政黨，其黨產亦須充公。及後，該黨向最高法院上訴，但在同年9月15日被駁回。至此，此政黨正式解散。